# Your Whole Life Is Leading up to This
Your Whole Life is Leading up to This är ett album av synthgruppen Vacuum. Detta album släpptes år 2005. Speciella feats för denna skiva är Krister Linder och Jessica Pilnäs.

## Låtlista
01. Intro

02. Your whole life is leading up to this

03. They do it (feat. K)

04. Mind your Mind

05. The Void

06. In the Dirt

07. Love Earth Cry (feat. Jessica Pilnäs)

08. Something Evil I Love

09. Sea of Silence

10. A Shallow Heart

11. Queen

12. Fools like me

13. Dead

14. Temporary Solution